# Shout (canción de The Isley Brothers)
«Shout» es una canción influyente de la música popular, originalmente escrita por Rudolph Isley y grabada por The Isley Brothers que fue lanzada en 1959.

## Recepción del público
La canción alcanzó el puesto número 47 en el Billboard Hot 100 y se convirtió en su primer oro individual en función de su duración y se convirtió en una melodía muy versionada por muchos artistas estadounidenses y extranjeros. Apenas un mes después del lanzamiento inicial, Johnny O'Keefe la tocó en su programa de televisión australiano Six O'Clock Rock y fue n.º 3 en Australia. Johnny O'Keefe la grabó y la lanzó en 1964, pero fue solo un éxito menor.
La cantante escocesa Lulu alcanzó en el Reino Unido el puesto número 7 hit con la canción en 1964 (atribuido a Lulu y los Luvvers), y el puesto número 8 con una versión regrabada en 1986. La canción, interpretada por Otis Day y los Caballeros, fue también un lugar destacado en la película de comedia National Lampoon's Animal House en 1978. Hoy en día, la canción se toca regularmente en el Dartmouth College, la Ivy League institución en Hanover, Nuevo Hampshire.
El original de 1959 por The Isley Brothers apareció en la película de comedia Diner en 1982. La canción original también se utilizó como parte de la banda sonora de Wedding Crashers de 2005. Alvin y las Ardillas también versionó la canción para su álbum Club Chipmunk: The Dance Mixes lanzado en 1996, con Simon proporcionando la voz principal. La canción también fue tocada por la banda The Beatles y fue lanzada en su álbum Anthology 1 en 1995. La banda estadounidense Green Day también ha tocado esta canción en vivo. Se ha convertido en uno de los favoritos de sus actuaciones en directo, junto con la canción "King for a Day".
La canción fue colocada en el Salón de la Fama del Grammy en 1999. Es el puesto número 119 en las 500 mejores canciones de todos los tiempos de la revista Rolling Stone.

## Personal
- Ronald Isley - voz principal
- O'Kelly Isley, Jr. - coros
- Rudolph Isley - coros